# NGC 6712
NGC 6712是一個位於盾牌座球狀星團，很可能是紀堯姆·勒讓蒂於1749年7月9日調查天鷹座銀河星雲時發現的。他將其描述為“真正的星雲”，與疏散星團野鴨星團形成鮮明對比。1784年6月16日，NGC 6712由威廉·赫雪爾獨立發現，編目號為H I.47；他也首先將其歸類為圓形星雲。約翰·赫歇爾在1830年代的觀測中第一次將其描述為球狀星團。該星團似乎已有約 120億年的歷史，並且由於穿過銀盤而經歷了顯著的質量損失，因此最初的質量可能要大得多。對球狀星團來說，NGC 6712的金屬含量相當豐富。

## 外部連結
- 维基共享资源上的相關多媒體資源：NGC 6712
- WikiSky上关于NGC 6712的内容：DSS2, SDSS, GALEX, IRAS, 氢α, X射线, 天文照片, 天图, 文章和图片
- Simbad （页面存档备份，存于）
- Webda （页面存档备份，存于）
- NGC 6712 （页面存档备份，存于）

| 天文學目錄  | 天文學目錄                                           | 天文學目錄 |
| ----------- | ---------------------------------------------------- | ---------- |
| NGC天體表： | NGC 6710 - NGC 6711 - NGC 6712 - NGC 6713 - NGC 6714 |            |